# Calliclytus schwarzi
Calliclytus schwarzi är en skalbaggsart som beskrevs av Fisher 1932. Calliclytus schwarzi ingår i släktet Calliclytus och familjen långhorningar.
Artens utbredningsområde är Kuba. Inga underarter finns listade.